# کالکامان
کالکامان (به قزاقی: Kalkaman) یک منطقهٔ مسکونی در قزاقستان است که در استان آلماتی واقع شده‌است.